# نيو رالي-إكس
نيو رالي-إكس (بالإنجليزية: New Rally-X)‏ (باليابانية: ニューラリーX) ، هي لعبة فيديو من نوع سباقات وأكشن، أنتجت سنة 1981م، وتعمل على أنظمة التشغيل ومنها إكس بوكس 360.

## وصلات خارجية
- نيو رالي-إكس على موقع القائمة القاتلة لألعاب الفيديو
- نيو رالي-إكس at the Arcade History database